# `Alí-Muhammad Varqá
`Alí-Muhammad Varqá, in arabo دكتور علي محمد ورقا‎? (Teheran, 1911 – Haifa, 22 settembre 2007), eminente seguace della religione bahai, la religione fondata da Bahá'u'lláh, fu la Mano della Causa sopravvissuta più a lungo.

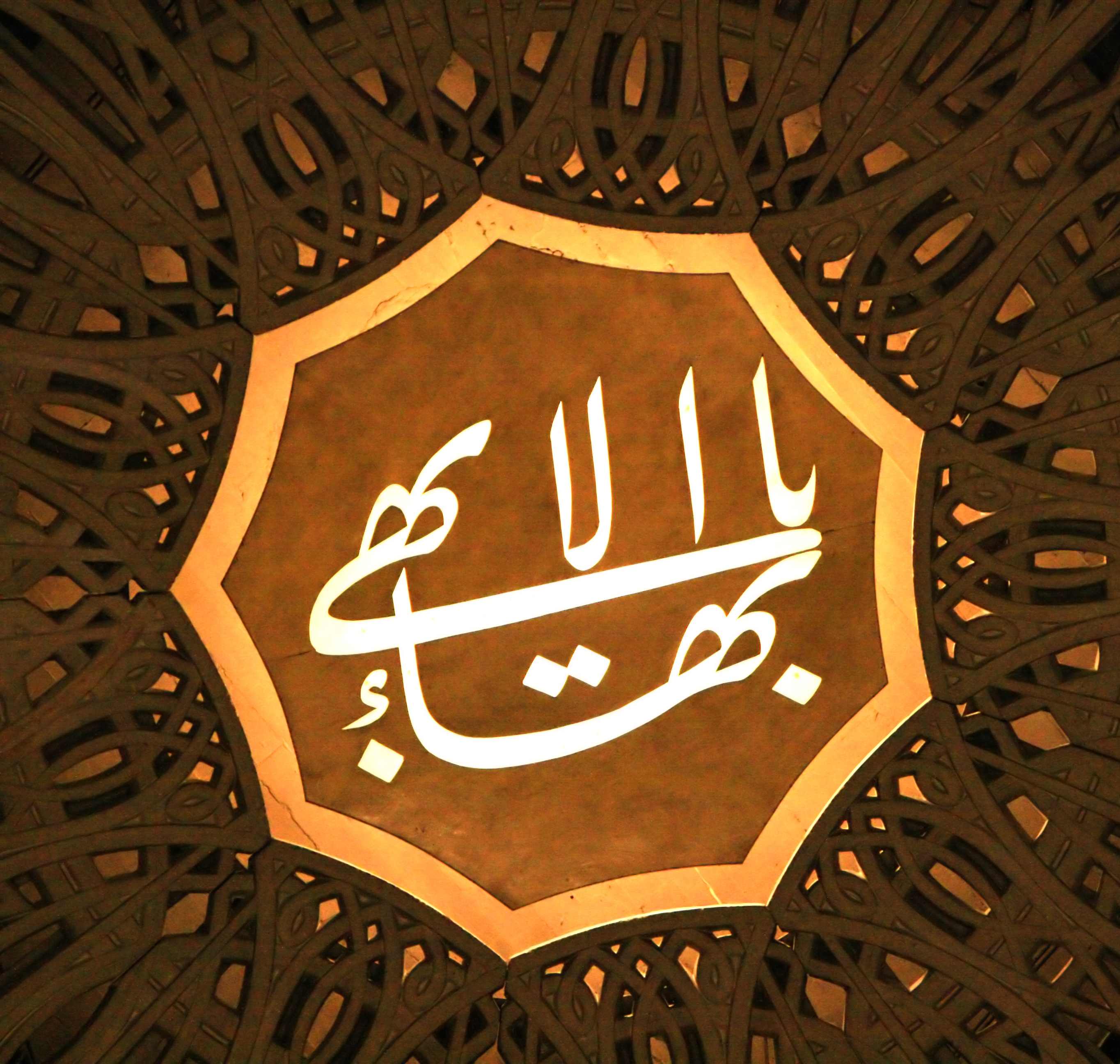
Il Più Grande Nome

`Alí-Muhammad Varqá nacque in una famiglia bahai molto nota: suo nonno, Varqá, era un Apostolo di Bahá'u'lláh e suo padre,  Valíyu'lláh Varqá, era anche lui una Mano della Causa.
`Alí-Muhammad Varqá studiò a Parigi alla Sorbonne dove ottenne un dottorato nel 1950. Rientrato a Teheran insegnò preso la locale università e in quella di Tabriz .
Dopo la morte del padre fu nominato, il 15 novembre 1955, Mano della Causa da Shoghi Effendi, funzione che svolse per 52 anni, fino alla morte nel 2007. Per l'esercizio di tale funzione visitò molti paesi e presenziò a diverse prime convenzioni bahai nazionali, comprese quelle del Belgio e della Repubblica Centrafricana. Fu anche amministratore, dal 1955, del Huqúqu'lláh, un ruolo che aveva svolto anche suo padre. .
Nel 1979 si recò in Canada e successivamente a Haifa, Israele, dove si trova il Centro Mondiale Bahai.  Morì il 22 settembre 2007 a Haifa e fu sepolto nel locale cimitero bahai.